# Дэвид Хэй — Дерек Чисора
Дэвид Хэй против Дерека Чисоры является одним из самых скандальных боксёрских поединков последних лет. Примечательно что несмотря на высокую популярность поединка,  данный бой не был признан официально как большинством организаций мирового бокса, так и Великобритании, и не числится в послужном списке боксёров, boxrec. Но спустя некоторое время поединок включили в официальную статистику боёв, и признали статус санкционированным. В этом бою Дэвид Хэй одержал убедительную победу техническим нокаутом над Дереком Чисорой.

## Предыстория
Первый "неофициальный раунд" состоялся ещё на послематчевой конференции в Мюнхене, посвящённой бою Дерека Чисоры против Виталия Кличко. Чисора в интервью упомянул вскользь Дэвида Хэя, не заметив его в зале. После этого началась словесная потасовка, Хэй успел взять из холодильника для журналистов бутылку газировки, которая позже послужила ему оружием. Когда Хэй перешёл на грубые словесные оскорбления (обозвал Чисору шлюхой), Дерек со словами "Я пристрелю тебя, урод!" бросился на своего британского соотечественника с кулаками.
После данного события Чисору лишили на неопределённый срок боксёрской лицензии. Спустя некоторое время, ажиотаж возможного поединка между скандальными британцами только возрастал, и Чисора с Хэем, обойдя британский боксёрский совет по боксу, получили боксёрские лицензии в Люксембурге. Данное действие вызвало огромную критику и препятствие в особенности британского боксёрского совета по боксу, EBU и WBC. Препятствия сопровождалось угрозой лишение лицензий всех причастных лиц к данному боксёрскому событию. WBO первоначально исключила Чисору со своих рейтингов за непрофессиональное поведение, но впоследствии совместно с WBA решила дать санкцию на проведение поединка между Чисорой и Хэем. IBF сохранила нейтралитет.
На предматчевой конференции между боксёрами была выставлена металлическая ограда.

## Поединок
|                  | | |
| Соперник         | Дэвид Хэй — Дерек Чисора | Дэвид Хэй — Дерек Чисора |
| Место проведения | Болейн Граунд, Лондон, Великобритания                                                                                         | Болейн Граунд, Лондон, Великобритания                                                                                         |
| Результат        | Победа Дэвида Хэя техническим нокаутом в 5-м раунде в 10-раундовом бою.                                                       | Победа Дэвида Хэя техническим нокаутом в 5-м раунде в 10-раундовом бою.                                                       |
| Статус           | Бой за вакантный интернациональный титул чемпиона по версии WBO, вакантный интерконтинентальный титул чемпиона по версии WBA. | Бой за вакантный интернациональный титул чемпиона по версии WBO, вакантный интерконтинентальный титул чемпиона по версии WBA. |
| Рефери           | Луис Пабон | Луис Пабон |
| Время            | 2:59 минут | 2:59 минут |
|                  | Хэй | Чисора |
| Вес              | 95,2 кг | 112 кг |
| Гонорар          | 3 700 000 $ | 1 700 000 $ |

На стадионе Болейн Граунд в Лондоне, при полном аншлаге в 30 тысяч человек, вышли двое известных боксёров-скандалистов. Дэвид Хэй и Дерек Чисора. Бой начался очень зрелищно. Разница в габаритах впечатляла, но ещё больше впечатляла разница в скорости. Чисора, словно гора, медленно надвигался на Хэя, надвигался и получил в ответ. Хэй вышедший на бой в кроссовках, боксировал в своей стандартной манере: руки внизу, отличное движение по латерали, уходы. Несмотря на активность Дерека, первый раунд за Хэем: 9-10. Второй раунд начался ещё активнее со стороны Чисоры, но Хэй был ещё убедительней. Третий раунд был с большим обилием клинчей, но концовка раунда вышла с очень убедительной атакой Дерека. Раунд насыщенный большим обменом ударов. В четвёртом раунде ситуация снова переменилась в пользу Хэймейкера. Уверенное лидирование Дэвида по очкам было очевидным. Пятый раунд начался с клинчей. Но многочисленные удары, пропущенные Чисорой, начали сказываться. Хэй провёл мощную серию и отправил Дерека в нокдаун. Чисора Сумел подняться, но за 12 секунд до окончания раунда, сильной комбинацией Хэй снова отправил Дерека Чисору в нокдаун. Чисора смог подняться на счёт 8, но Луис Пабон, глядя в глаза невосстановившегося Дерека, прекратил поединок. Хэй уверенно победил нокаутом. После боя отрицательная атмосфера между боксёрами прошла, и Хэй в интервью сказал, что удивится, если Виталий Кличко согласится выйти с ним на поединок, учитывая его эффектную победу над таким сильным соперником. Дэвид Хэй стал первым боксёром, кто сумел отправить Чисору на настил ринга. 